# Erinaceophasma horridus
Erinaceophasma horridus är en insektsart som först beskrevs av Brunner von Wattenwyl 1907.  Erinaceophasma horridus ingår i släktet Erinaceophasma och familjen Phasmatidae. Inga underarter finns listade i Catalogue of Life.